# NOLA
NOLA è il primo disco del gruppo musicale heavy metal statunitense Down. È stato pubblicato nel 1995 a seguito della circolazione di un demo contenente le prime stesure della maggior parte dei pezzi che sono sull'album.
Il titolo è l'acronimo di New Orleans, LouisianA, luogo di origine dei cinque membri del gruppo.

## Descrizione
Dalle prime jam tra Phil Anselmo, Pepper Keenan, Kirk Windstein e Jimmy Bower nacquero quasi per caso dei veri e propri riff che avrebbero poi stilato i brani. Questi furono registrati gli Ultrasonic Studios di New Orleans e pubblicati in tre demo che circolarono quasi clandestinamente. L'album vero e proprio, NOLA, fu prodotto dagli stessi Down con Matt Thomas e fu pubblicato nel 1995. I tredici brani dell'album sono un misto tra riff sabbathiani, sonorità sudiste mutuate da gruppi come i Lynyrd Skynyrd, e digressioni acid rock. Le diverse influenze dei componenti apportano elementi stoner e sludge, rendendo quindi il sound dei Down un mix assolutamente unico. Le tematiche variano tra inni alla marijuana (Hail The Leaf, Bury Me in Smoke) e argomenti intimi come le delusioni e la rabbia (Stone the Crow); i testi furono tutti scritti da Phil Anselmo, con uno stile che ricorda quello che è poi comparso sull'album The Great Southern Trendkill dei Pantera (1996). Il basso venne registrato da Pepper Keenan, ma fu accreditato a Todd Strange, unitosi alla band quando l'album era già completato.

## Accoglienza
Il disco, senza alcuna promozione, senza nessun tour (fino al 2002 i Down avevano all'attivo solamente tredici concerti) e grazie solo al passaparola dei fan, vendette quasi cinquecentomila copie, una cifra che nemmeno i protagonisti avevano immaginato. A produrre un tale successo sono stati quindi i fan, che si sono occupati di spargere il più possibile la voce; un pubblico così accanito non poteva non essere amato e riconosciuto dalla band, che ha quindi coniato il nome "Brotherhood of Eternal Sleep", accorciato in "BROES" (fratelli). Metalitalia ha dato all'album 9.5 e l'ha definito un manifesto del southern-sludge.

## Tracce
1. Temptation's Wings – 4:24 - (Anselmo/Keenan)
2. Lifer – 4:36 - (Anselmo/Keenan)
3. Pillars of Eternity – 3:57 - (Anselmo)
4. Rehab – 4:03 - (Anselmo/Keenan/Windstein)
5. Hail the Leaf – 3:28 - (Anselmo)
6. Underneath Everything – 4:46 - (Anselmo/Keenan)
7. Eyes of the South – 5:13 - (Anselmo/Keenan)
8. Jail – 5:17 - (Anselmo/Keenan/Strange/Winstein)
9. Losing All – 4:21 - (Anselmo/Keenan)
10. Stone the Crow – 4:42 - (Anselmo/Keenan)
11. Pray for the Locust – 1:07 - (Anselmo)
12. Swan Song – 3:35 - (Anselmo/Bower/Keenan)
13. Bury Me in Smoke – 7:04 - (Anselmo/Keenan)

## Formazione

### Gruppo
- Phil Anselmo - voce; mandolino in Jail, chitarra in Pray for the Locust
- Pepper Keenan - chitarra
- Kirk Windstein - chitarra, basso
- Todd Strange - basso (solo accreditato)
- Jimmy Bower - batteria

### Altri musicisti
- Ross Karpelman - tastiera in Jail
- Lil' Daddy - percussioni in Jail, bong in Hail the Leaf
- Sid Montz - percussioni in Jail